# Fröndenberg
Fröndenberg is een stad en gemeente in de Duitse deelstaat Noordrijn-Westfalen, gelegen in de Kreis Unna. De gemeente telt 20.566 inwoners (31 december 2020) op een oppervlakte van 56,21 km². Sinds 1 juni 2003 heet de stad officieel Fröndenberg/Ruhr.

## Geografie
Fröndenberg ligt in een overgangsgebied tussen het Ruhrgebied in het noordwesten, de Soester Börde in het oosten en het Sauerland in het zuiden.
Van west naar oost loopt de Haarstrang; deze heuvelrug loopt naar het zuiden steil af naar het dal van de Ruhr maar naar het noorden loopt ze geleidelijk af. De Henrichsknübel is met 245 meter de hoogste heuvel.
Station Fröndenberg ligt aan de spoorlijn Fröndenberg - Unna, die de plaats met het meer noordelijk gelegen station Unna verbindt.

## Politiek
Van 1975 tot eind jaren negentig had de SPD de overhand, sindsdien de CDU.

## Geboren
- Johann Dietrich von Steinen (1699-1759), luthers predikant en geschiedschrijver van Westfalen

## Afbeeldingen

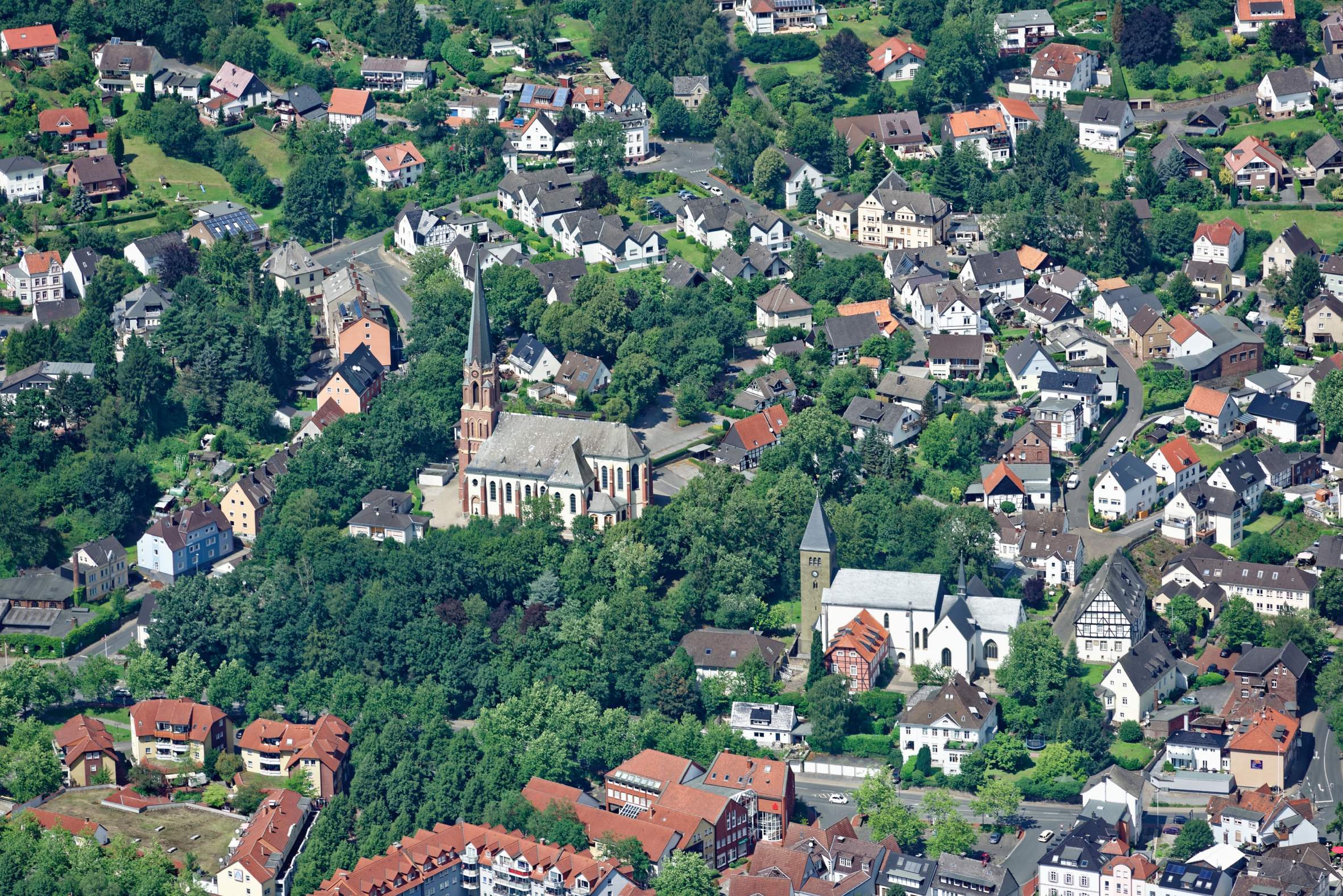
Centrum met St. Marienkirche (midden) en Stiftkirche (rechts)
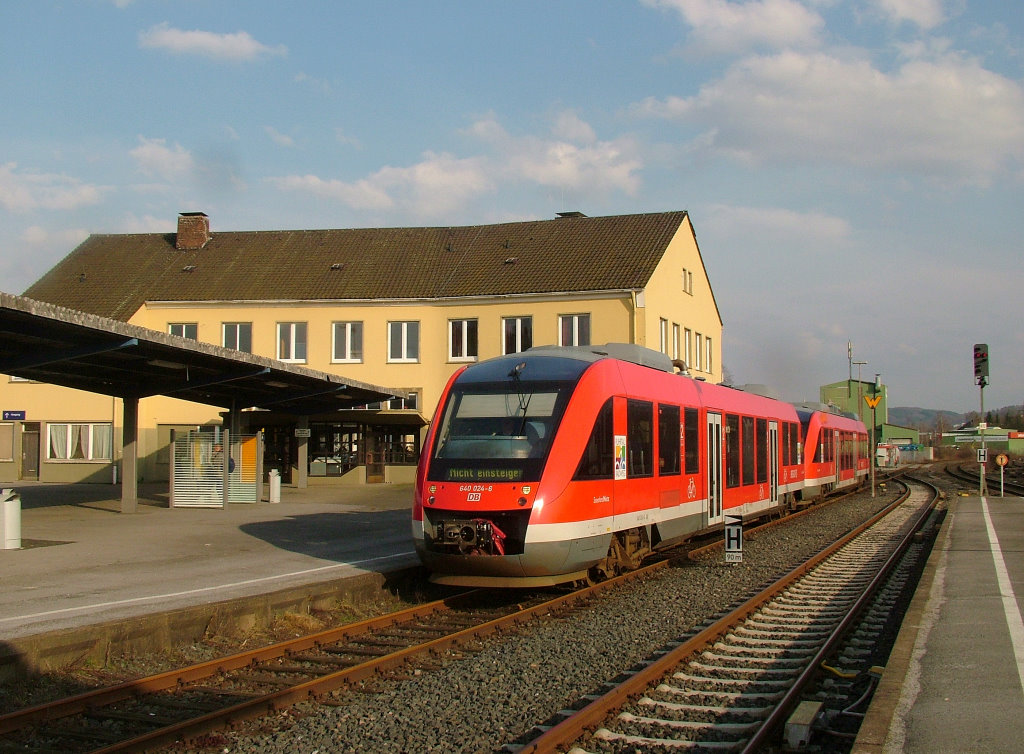
Station Fröndenberg
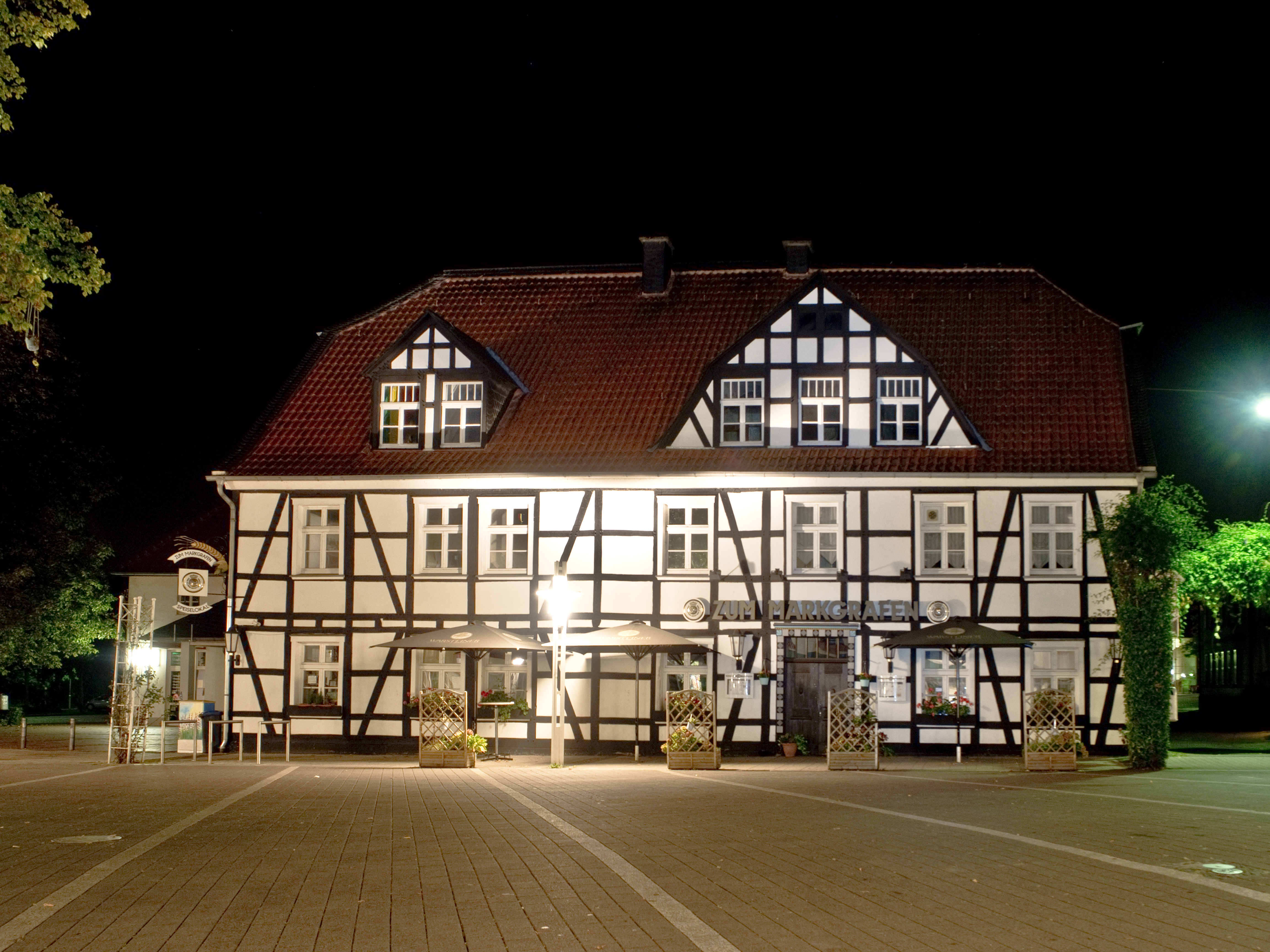
Restaurant, Markt

Bergkamen · Bönen · Fröndenberg · Holzwickede · Kamen · Lünen · Schwerte · Selm · Unna · Werne